# Stenotabanus brevistylatus
Stenotabanus brevistylatus är en tvåvingeart som beskrevs av Krober 1929. Stenotabanus brevistylatus ingår i släktet Stenotabanus och familjen bromsar. Inga underarter finns listade i Catalogue of Life.